# アンドレス・クエンカ
アンドレス・クエンカ・セフド（Andrés Cuenca Cejudo, 2007年6月11日 - ）は、スペイン・アダムス出身のサッカー選手。セグンダ・フェデラシオン・バルセロナB所属。ポジションはディフェンダー。

## クラブ経歴

### バルセロナ
2019年にバルセロナの下部組織に加入した。
2024年10月1日、UEFAチャンピオンズリーグ・ヤングボーイズ戦でイニゴ・マルティネスとの交代で途中出場し、トップチームデビューを果たした。

## 代表経歴
U-17スペイン代表として、2023 FIFA U-17ワールドカップに出場した。